# Хортобад
Хортобад (на унгарски: Hortobády) e блатиста низина с дължина около 60 km и ширина до 30 km, разположена покрай левия бряг на река Тиса в Североизточна Унгария, съставна част на обширната равната и плоска низина Алфьолд и на още по голямата Среднодунавска низина. Площ около 2000 km². Средна надморска височина около 90 m. Изградена е основно от алувиални пясъци. До регулирането на коритото на река Тиса през 19-ти век територята на Хортобад е била заблатена и често се е наводнявана при прииждането на реката. В резултат от проведените мелиоративни мероприятия (язовирната стена при Тисальок, Главните Източен и Западен канали и др.) заблатеността рязко се съкращава и в състава на естествената блатна растителност започват да преобладават степните треви. Около 1/3 от територията на Хортобад е заета от зърнени култури (в т.ч. ориз) и лозя, а останалите 2/3 попадат в създадения през 1973 г. Хортобадски национален парк, в който е съхранен автентичния блатен ландшафт. В южната част на низината при град Надудвар се експлоатира находище на природен газ. 